# Langhuis Oosterleek

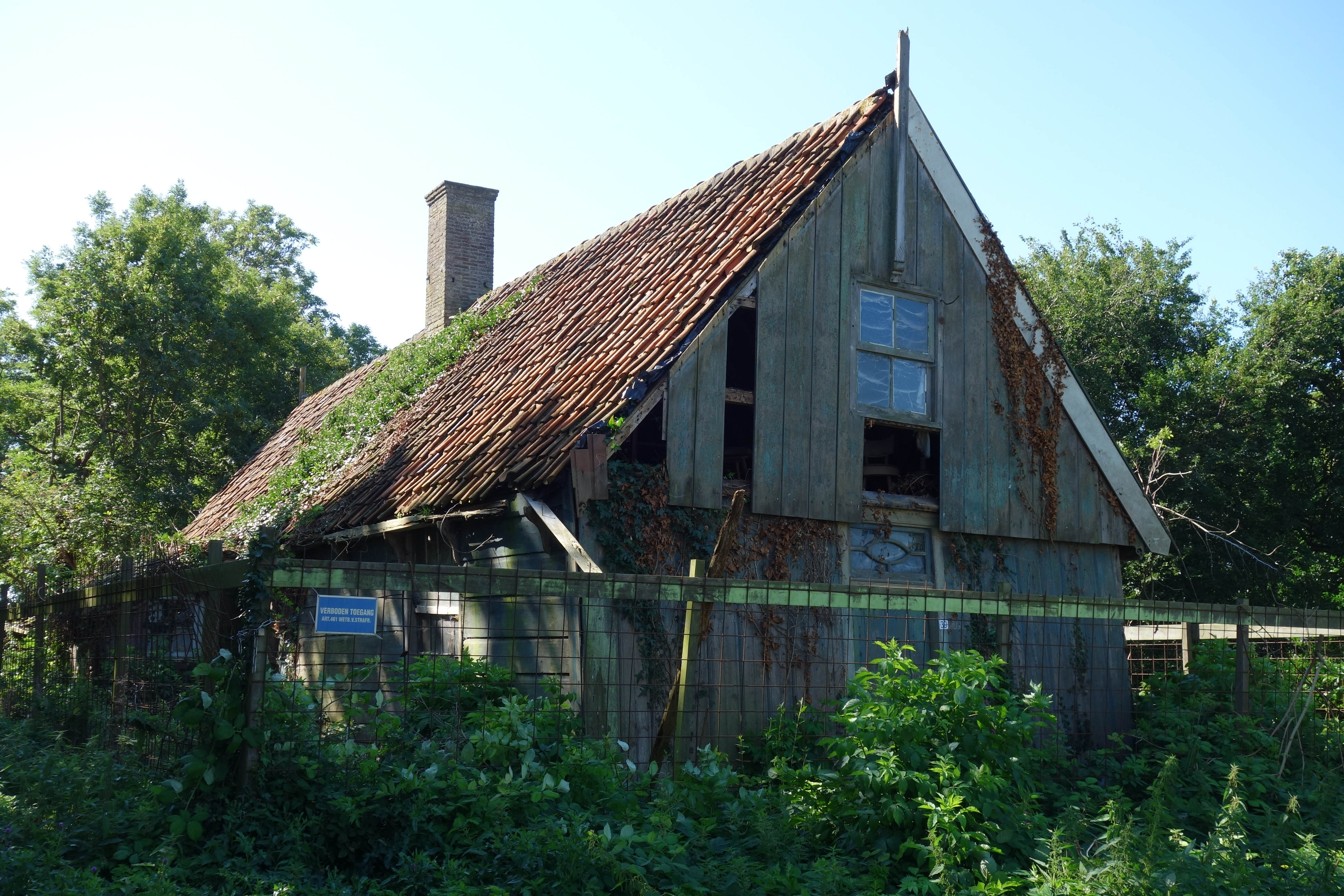
Het gebouw in 2016

Langhuis Oosterleek (ook bekend als Huisje van Balk) is een 18e-eeuws houten Westfries langhuis in het Noord-Hollandse dorp Oosterleek. Het woonhuis werd in 1974 aangewezen als rijksmonument en is na een langdurig verval in 2016 gerestaureerd. Aan de achterzijde van het pand bevindt zich een monumentale boomgaard.

## Geschiedenis
Vermoedelijk werd het woonhuis gebouwd aan het einde van de 18e eeuw, met gebruik van ouder materiaal zoals bakstenen en delen van gebinten. Het is gebouwd op de plek van eerdere bebouwing, wat blijkt uit de vondst van een haardput en restanten van een 17e-eeuwse kelder. Het woonhuis is uitgebreid met een koeienstalletje dat plaats bood aan maximaal drie koeien.
Vanaf 1900 woonden er verschillende generaties van de familie Balk. Na het overlijden van journalist Jaap Balk in 1995 kwam het leeg te staan.
In 2015 heeft Vereniging Hendrick de Keyser het pand opgekocht, nadat het ruim 25 jaar lang niet is onderhouden door de erfgenamen. Het pand was al die tijd nauwelijks aangeraakt, een aantal tegels waren gestolen, maar de typemachine van Jaap Balk stond nog op tafel en de jassen van zijn vrouw hingen nog in de kast. Voor de restauratie van het in verval geraakte pand en erf, is naast Vereniging Hendrick de Keyser ook geld verkregen van de provincie Noord-Holland en de gemeente Drechterland. Zowel het pand als de boomgaard, met hoogstamfruitbomen, is hersteld. Ook een aantal gedempte kavelsloten zijn teruggebracht. De totale restauratiekosten werden geschat op een bedrag van € 700.000. De provincie Noord-Holland voorzag in een subsidie van € 300.000. Het pand moest daardoor wel ook voor publiek toegankelijk worden. Naast de provincie, kwam ook de gemeente Drechterland met een subsidie. De gemeente droeg € 50.000 bij aan de restauratiekosten. Na de restauratie is het pand op 9 maart 2018 door wethouder George Besseling geopend. Het pand is opengesteld als een Monument en Bed.

## Situatie
Het langhuis ligt iets terug op het erf op een kleine huisterp aan de westelijke zijde van het lintdorp Oosterleek. De achterzijde bevindt zich een langgerekte appelgaard uitkijkend op de Westfriese omringdijk omringd door een sloot als erfafscheiding. De terp duidt op een lange bewoningsgeschiedenis. Bij archeologisch onderzoek, tijdens de restauratie in 2016, zijn ook restanten van voorgaande bebouwing gevonden.

## Exterieur
Het gebouw heeft een plattegrond van 5,6 m breed en 16,7 m lang. De gevels van het woonhuis zijn deels van hout en deels ook voorzien van bakstenen. Onder andere de puntgevel aan de voorzijde is volledig in hout opgetrokken. Het hout is groen geverfd en de kozijnen met roeden zijn wit. Ook de makelaar en de windveren zijn wit. Midden op het dak steekt door de nok een vierkante, bakstenen schoorsteen. De top is voorzien van een getrapt uitlopende rand, van drie bakstenen hoog.

## Interieur
Het woonhuis is voorzien van het originele houtskelet, van negen vakken diep. De vertrekken in de boerderij zijn wel met elkaar verbonden, maar zonder gang. In de voorste vakken, het dichtst bij de weg, bevindt zich het voorhuis. In het middelste gedeelte van de woning bevinden zich de bedsteden. Achter de middelwoning ligt de keuken met ruggelings gekoppelde schouw. Na de keuken een berghok met kelder en de koestraat.
Tussen de keuken en de middelkamer bevindt zich een dubbele schouw, waarvan de tegeltableaus in de jaren negentig zijn gestolen. Via een crowdfundingsactie zijn 19e-eeuwse tegels met hetzelfde motief tijdens de restauratie teruggeplaatst.

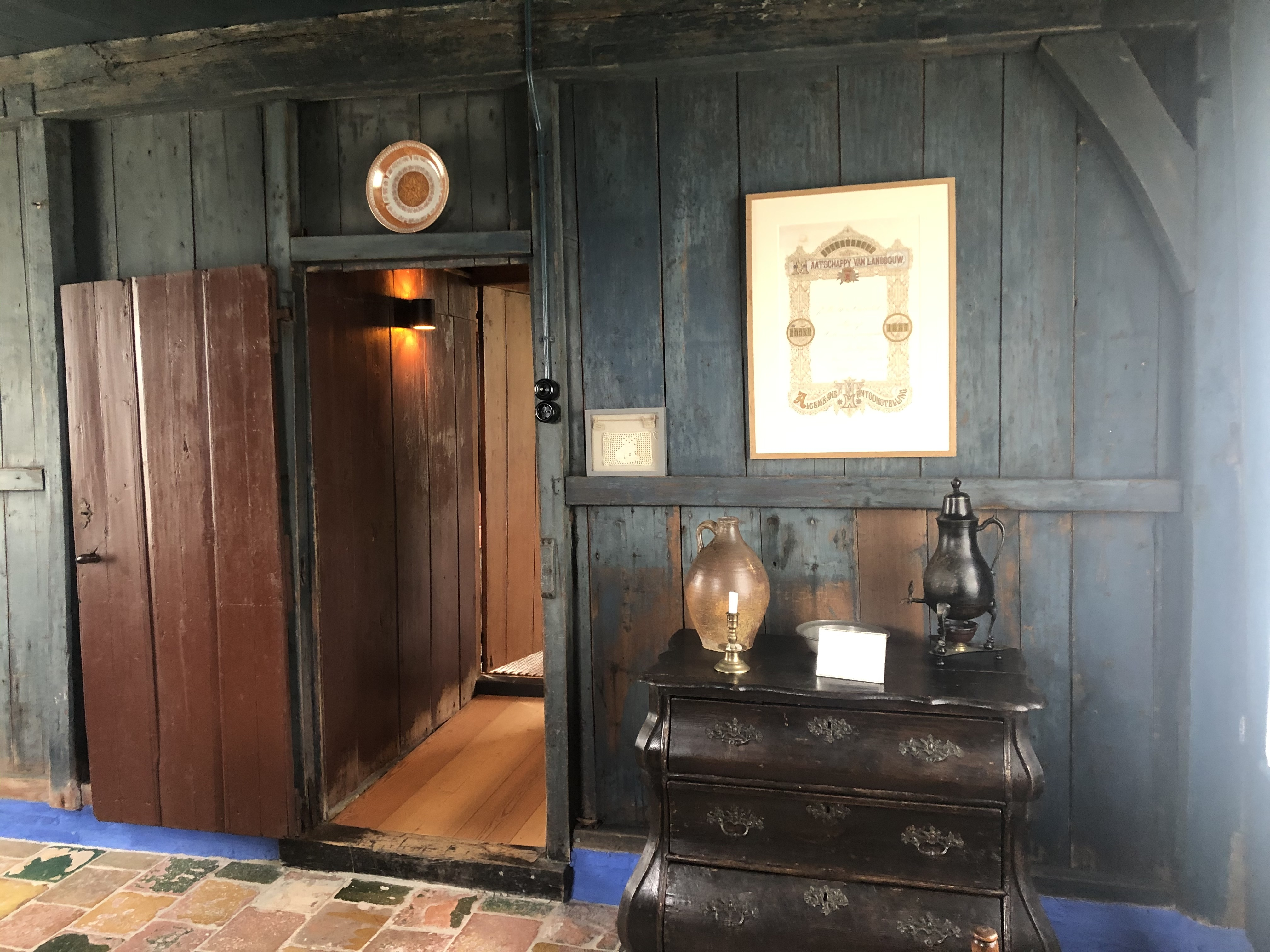
Voorhuis
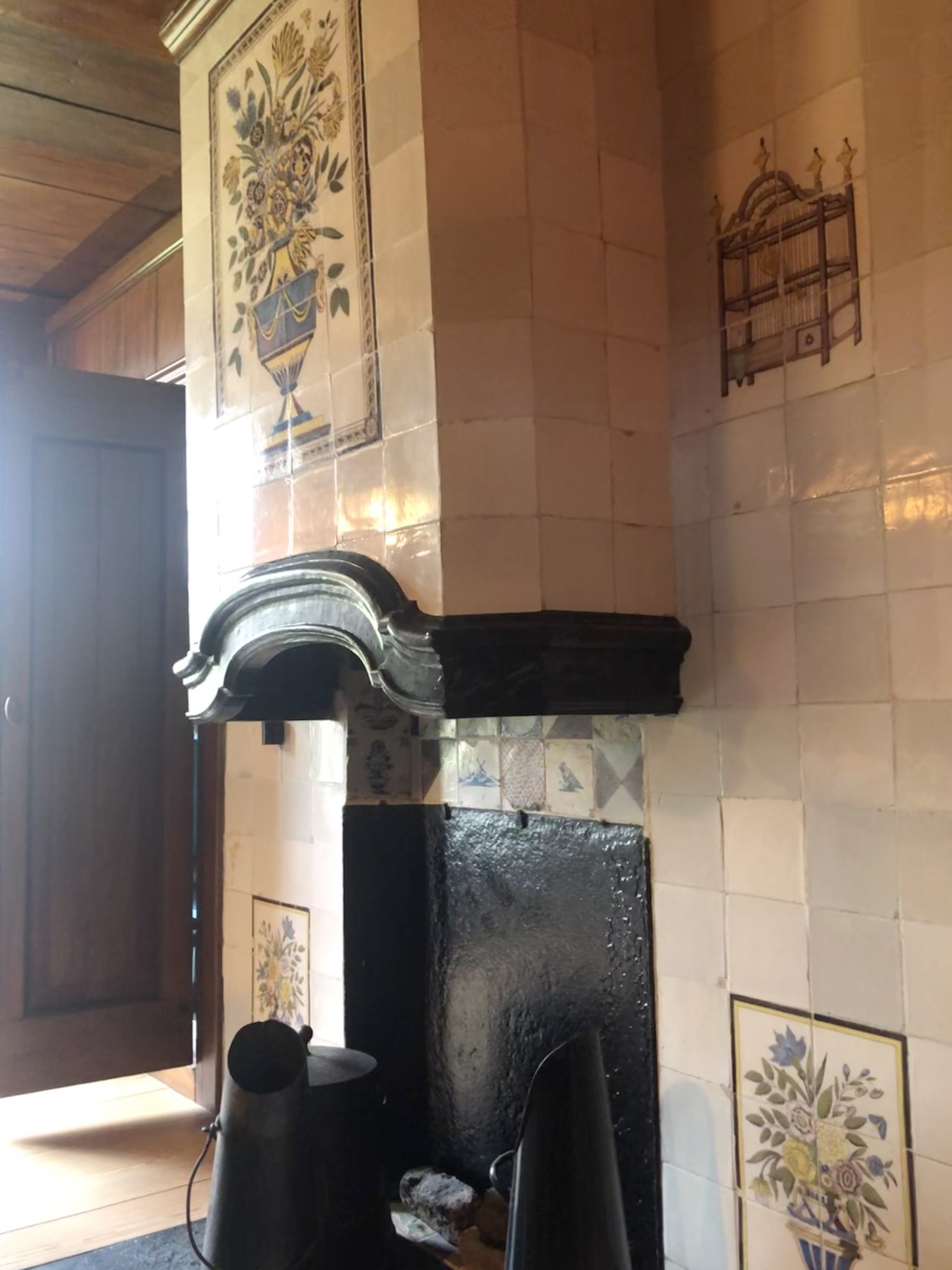
Schouw
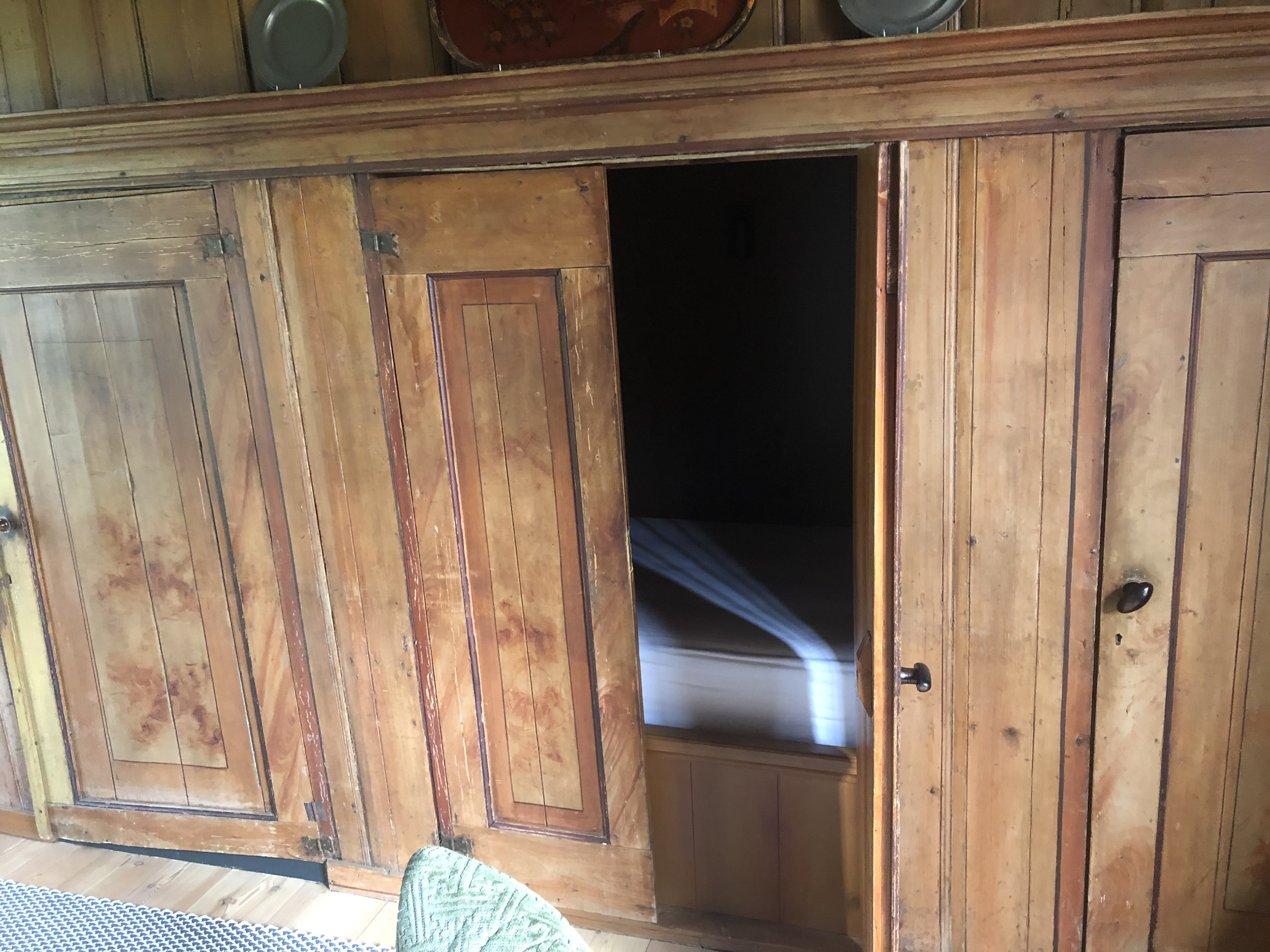
Bedstede
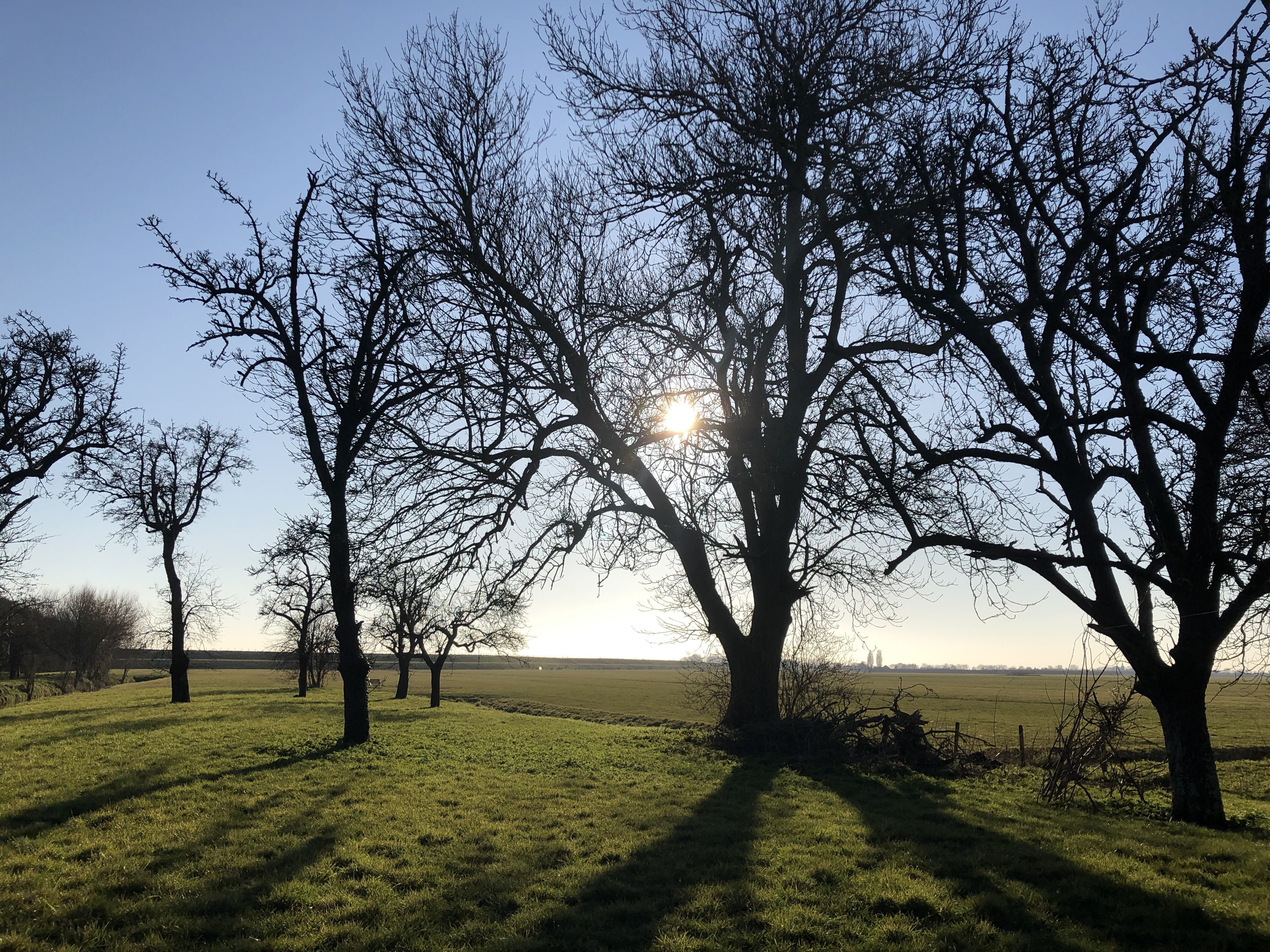
Boomgaard